# Distretto di Skikda
Il distretto di Skikda è un distretto della Provincia di Skikda, in Algeria.

## Comuni
Il distretto di Skikda comprende 3 comuni:
- Filfila
- Hamadi Krouma
- Skikda